# Sântana
Sântana is een Roemeense gemeente in het district Arad.

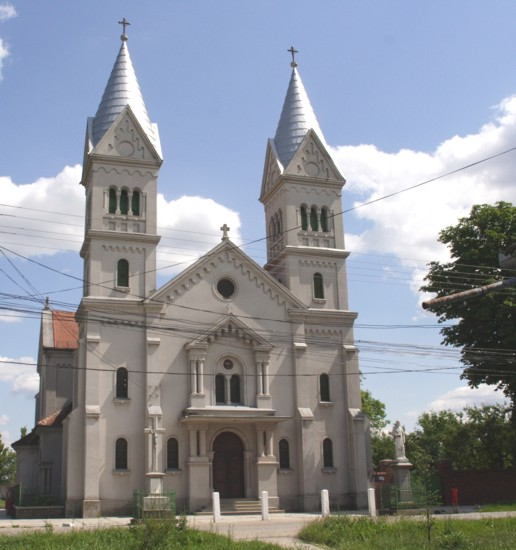
Kerk in Sântana

Sântana telt 13312 inwoners.